# Marlene Djinishian
Marlene Djinishian é uma ex-voleibolista brasileira que conquistou a medalha de ouro nos Jogos Pan-Americanos de 1963 pela Seleção Brasileira.

## Títulos e Resultados
Jogos Pan-Americanos
- 1967-4º Lugar (Winnnipeg, Canadá)[2]